# 驼背笛鲷
驼背笛鲷（学名：Lutjanus gibbus），又名隆背笛鯛、海豬哥，為輻鰭魚綱鱸形目鱸亞目笛鯛科的其中一個種。

## 分布
本魚分布於印度西太平洋區，包括東非、馬達加斯加、模里西斯、塞席爾群島、馬爾地夫、紅海、波斯灣、斯里蘭卡、印度、安達曼海、泰國、緬甸、馬來西亞、菲律賓、印尼、琉球群島、台灣、中國沿海、新幾內亞、萊恩群島、馬里亞納群島、帛琉、密克羅尼西亞、馬紹爾群島、諾魯、斐濟群島、萬納杜、薩摩亞、澳洲、所羅門群島、法屬波里尼西亞等海域。

## 深度
水深1至150公尺。

## 特徵
本魚體呈橢圓形，眶間隔凸起，體背於頭上方陡直，上下頜具細齒多列，外列齒稍擴大，上下頷有犬齒，內列齒絨毛狀；下頜具一列稀疏細尖齒，後方者稍擴大；鋤骨齒帶三角形，其後方無突出部；腭骨亦具絨毛狀齒；舌面無齒；背鰭連續且無特別延長的軟條，體被中大櫛鱗，頰部及鰓蓋具多列鱗；背鰭鰭條部及臀鰭基部具細鱗；側線上方的鱗片斜向後背緣排列，下方的鱗片亦與體軸呈斜角。前鰓蓋有鱗7至8列；在背鰭軟條部起點下方有一略大於眼徑的黑色斑，體側每一鱗片有一小黑點。背鰭硬棘10枚，軟條14枚；臀鰭硬棘枚，軟條8枚，側線鱗片數46至53枚；胸鰭長，末端達臀鰭起點；尾鰭叉形。體長可達30公分。幼魚體色呈淺灰色，上有許多細帶，且由背鰭軟條基部斜向尾柄下緣有明顯的黑色斑塊；尾鰭末緣為黃色。成魚體色一致為鮮紅色，尾鰭、背鰭和臀鰭之末端顏色較深，呈紅黑色。

## 生態
棲息海域環境最愛有獨立礁體，四周為砂泥地的海域。肉食性，以小魚及甲殼類為食。幼魚偶或湧上潮池。

## 經濟利用
食用魚，肉富彈性且美味，抹鹽後煎食最佳。